# Lavazan
Lavazan, auf Gaskognisch Lavasan, ist eine französische Gemeinde mit 229 Einwohnern (Stand: 1. Januar 2022) im Département Gironde in der Region Nouvelle-Aquitaine. Sie gehört zum Kanton Le Sud-Gironde und zum Arrondissement Langon.
Sie grenzt im Nordwesten an Birac, im Nordosten an Sendets und Cauvignac (Berührungspunkt), im Osten an Marions, im Süden an Lerm-et-Musset und im Westen an Cudos.

## Bevölkerungsentwicklung
| Jahr      | 1962 | 1968 | 1975 | 1982 | 1990 | 1999 | 2008 | 2015 |
| --------- | ---- | ---- | ---- | ---- | ---- | ---- | ---- | ---- |
| Einwohner | 239  | 216  | 184  | 164  | 171  | 179  | 222  | 246  |

## Sehenswürdigkeiten

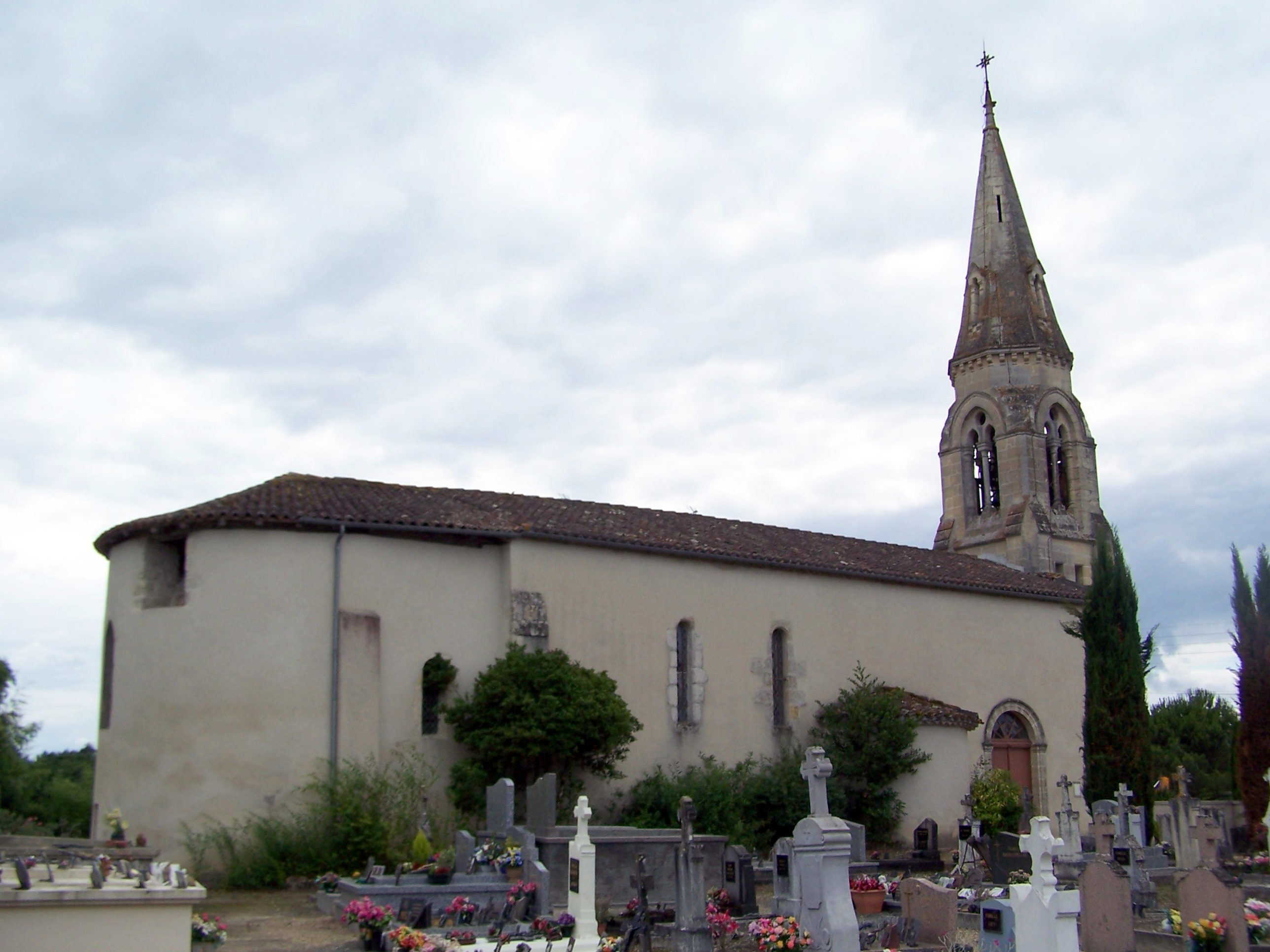
Kirche Saint-Étienne
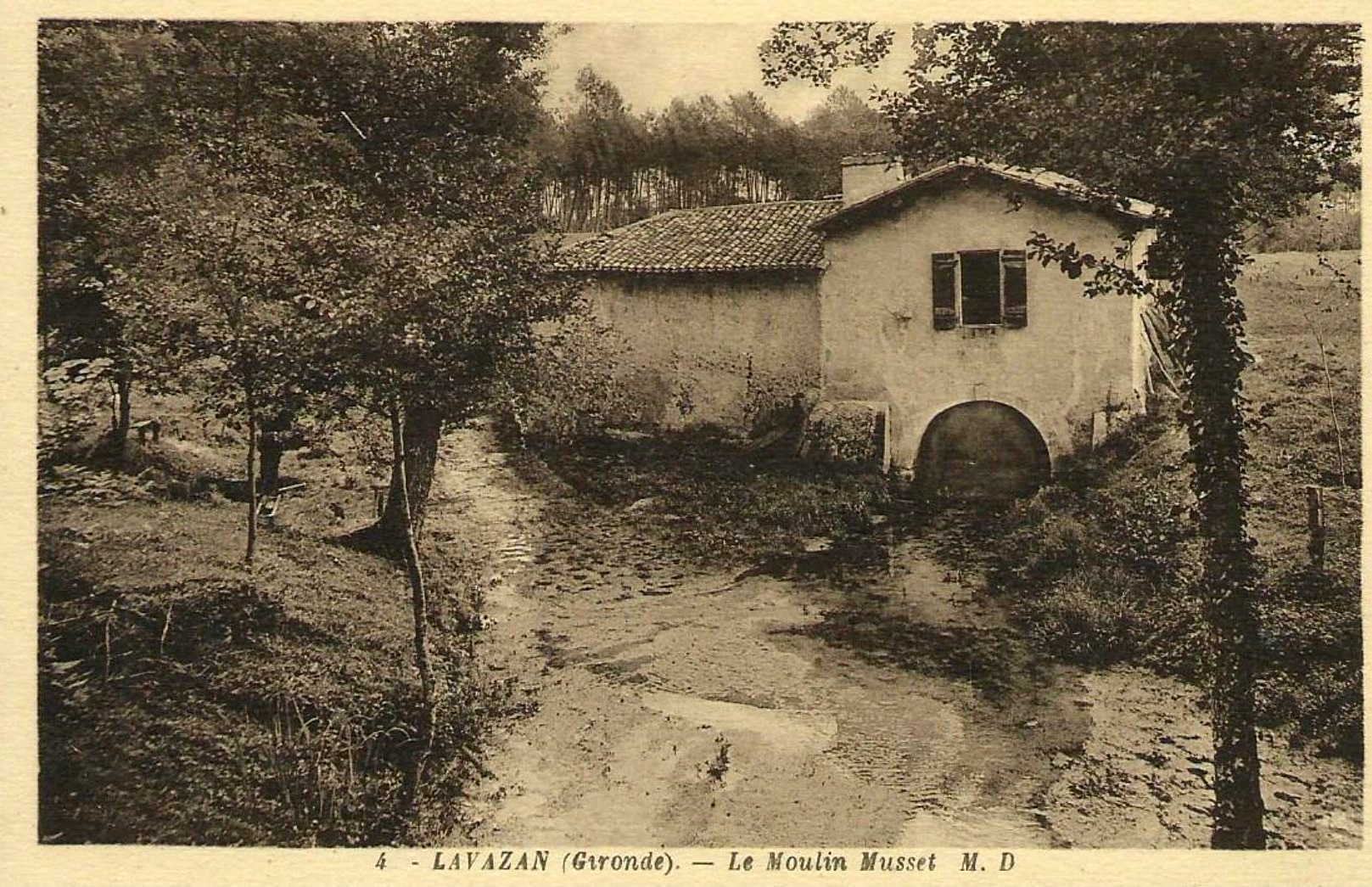
Wassermühle „Moulin de Musset“
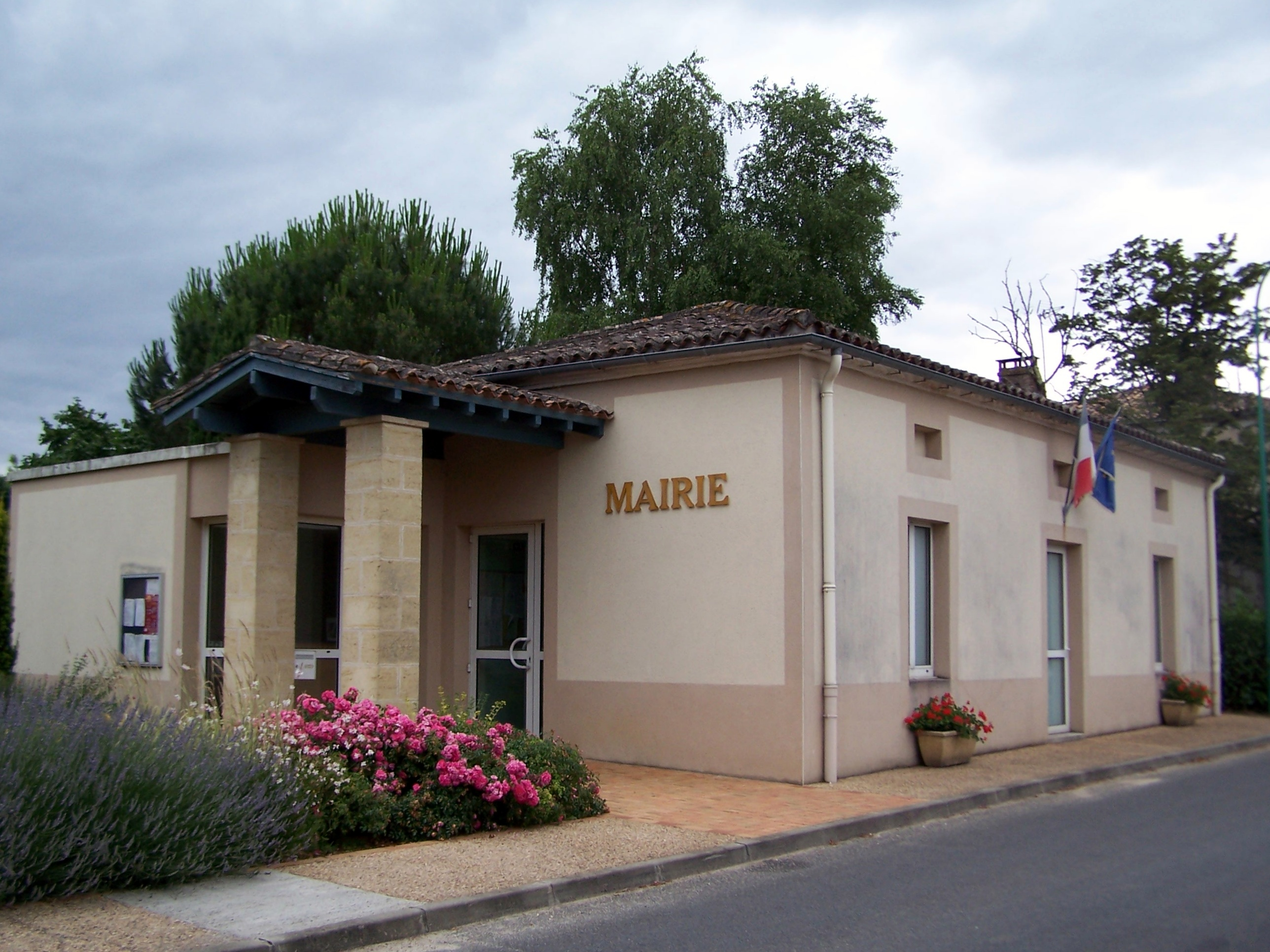
Mairie Lavazan

- Kirche Saint-Étienne
- Wassermühle „Moulin de Musset“
- Mairie Lavazan